# Gary E. Johnson

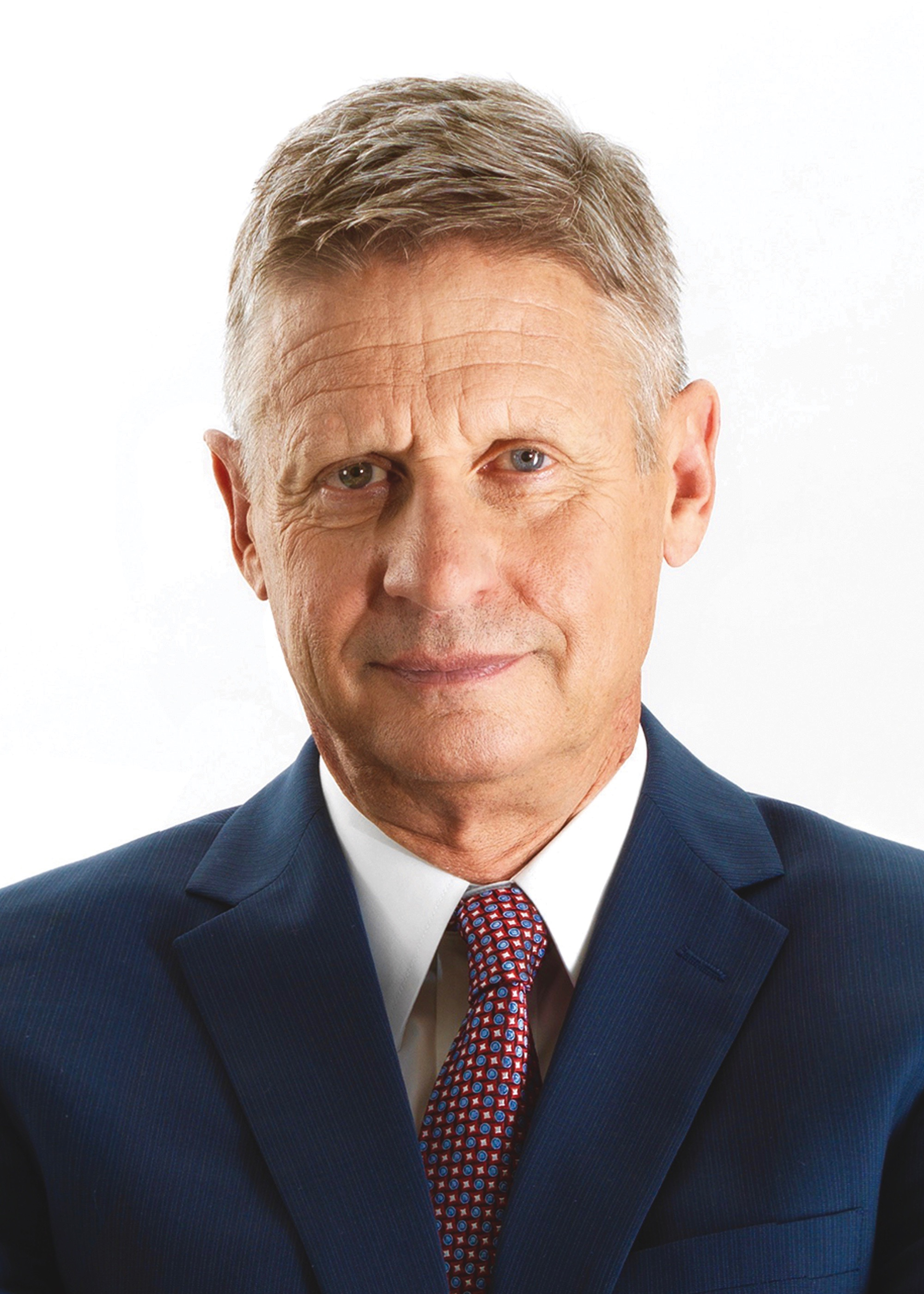
Gary Johnson (2016)

Gary Earl Johnson (* 1. Januar 1953 in Minot, North Dakota) ist ein US-amerikanischer Bauunternehmer und Politiker der Libertären Partei. Er war Kandidat seiner Partei für die Präsidentschaftswahl 2012 und 2016 und bewarb sich 2018 für den Senat der Vereinigten Staaten. Zuvor war er als Republikaner von 1995 bis 2003 Gouverneur des Bundesstaates New Mexico.

## Politische Laufbahn

### Gouverneursamt
Gary Johnson trat als Politneuling in das Rennen um die Kandidatur der Republikanischen Partei für das Gouverneursamt ein. Er machte in den Vorwahlen unter anderem durch seine unkonventionellen und eher liberalen Ansichten zur Drogenpolitik der USA von sich reden. Da seiner Meinung nach die staatliche Drogenpolitik zu viel Geld verschlang, müsse man über eine „Entkriminalisierung“ und Regulierung von Drogenkonsum nachdenken. Seine politische Agenda stand schon zu diesem Zeitpunkt der Libertarian Party nahe. Seine Amtszeit als Gouverneur war dementsprechend geprägt von einer Politik, die für wenig Staat steht. Er nutzte sein Veto-Recht in 200 von 424 Gesetzesvorlagen allein in den ersten sechs Monaten im Amt.
Bei den Wahlen 2002 kandidierte er nicht mehr für den Posten aufgrund der gesetzlichen Regelung, dass ein Gouverneur in New Mexico nur zwei Amtsperioden bekleiden darf. In der Folge verloren die Republikaner den Gouverneurssitz an die Demokratische Partei.

### Präsidentschaftskandidatur 2012
Am 21. April 2011 gab Gary Johnson seine Bewerbung um die republikanische Nominierung für die Präsidentschaftswahl 2012 via Twitter bekannt. Im Herbst des Jahres 2011 konnte er an der ersten Fernsehdebatte der republikanischen Kandidaten teilnehmen. Von den nächsten drei Debatten wurde Johnson durch die veranstaltenden Fernsehsender ausgeschlossen, woraufhin er die dort gestellten Fragen mit einem Video auf Youtube beantwortete. Johnson beschränkte seinen Wahlkampf fast ausschließlich auf den Staat New Hampshire. Noch vor Beginn der Vorwahlen zog er sich am 28. Dezember 2011 aus der Kandidatennominierung der Republikanischen Partei zurück und erklärte, sich um die Nominierung der Libertarian Party zu bewerben.
Am 5. Mai 2012 stellte ihn diese Partei als Präsidentschaftskandidat auf. Sein Running Mate für die Vizepräsidentschaft war James P. Gray, ein ehemaliger Bezirksrichter aus Kalifornien.

### Präsidentschaftskandidatur 2016
Am 7. Januar 2016 gab Gary Johnson seine Bewerbung für die Libertarian Party bekannt. Gary Johnson musste sich gegen andere Kandidaten wie Austin Petersen und John McAfee durchsetzen. Am 18. Mai gab Johnson seinen Running mate bekannt, Bill Weld, den vormaligen Gouverneur von Massachusetts, womit beide mehr politische Führungserfahrung vorweisen konnten als die meisten früheren Präsidentschaftskandidaten kleiner Parteien in den USA. Die Libertarian Party wählte ihn am 29. Mai 2016 erneut zu ihrem Kandidaten bei der anstehenden Präsidentschaftswahl 2016. Er kritisierte die Medien dafür, dass sie ihre Berichterstattung auf zwei Parteien verengten.
Kurz nach der Bekanntgabe seiner Kandidatur wurde diskutiert, ob er wirklich libertäre Ansichten vertritt, weil er sich für ein Verbot von Burkas und muslimischen Symbolen aussprach. Er änderte darauf seine Meinung und sprach von einem Missverständnis.
Johnson trat in allen 50 Bundesstaaten an und erreichte in den Umfragen zwischen Mitte Juli und Mitte September 2016 Werte zwischen sieben und neun Prozent, die Aussicht auf seine Teilnahme an den Fernsehdebatten der Präsidentschaftskandidaten (ab 15 Prozent) gaben, verlor daraufhin aber Unterstützung. Ihm wurde der Vorwurf zu geringer Kenntnis gemacht, weil er bei einem Gespräch im September über den Syrienkrieg nachfragte, was denn Aleppo sei. Bei der Wahl im November 2016 erhielt er mit knapp 4,5 Millionen Stimmen (3,27 Prozent) keinen der für das Electoral College notwendigen Wahlmänner, aber das beste Ergebnis eines Präsidentschaftskandidaten der Libertarian Party überhaupt, und steigerte sein Ergebnis von 2012 deutlich. In New Mexico erhielt er 9,34 Prozent der Stimmen. Die beiden Kandidaten der großen Parteien, Donald Trump für die Republikaner und Hillary Clinton für die Demokraten, hatten historisch schlechte Beliebtheitswerte und mit Skandalen zu kämpfen gehabt. Das Programm fiskalpolitischen Konservatismus und gesellschaftspolitischen Liberalismus galt als attraktiv für enttäuschte Stammwähler beider großen Parteien. Nach der für viele Beobachter überraschenden Wahl Trumps wurde darüber spekuliert, ob ein Verzicht Johnsons und der Kandidatin der Green Party, Jill Stein, anzutreten, am Wahlergebnis etwas geändert hätte, weil deren addiertes Ergebnis in vier Bundesstaaten höher war als der Vorsprung Trumps vor Clinton.

### Senatskandidatur 2018
Johnson erklärte Ende August 2018, sich für die Libertarian Party in New Mexico als Kandidat für den Senat der Vereinigten Staaten zu bewerben. Er trat bei der Wahl im November 2018 gegen den Mandatsinhaber Martin Heinrich von den Demokraten und gegen den Republikaner Mick Rich an und erhielt eine Unterstützungserklärung vom republikanischen Senator Rand Paul, der für seine libertären Positionen bekannt ist. Nachdem Umfragen einen deutlichen Vorsprung für Heinrich vor Rich und Johnson gezeigt hatten, forderte die Republikanische Partei New Mexicos Johnson auf, sich aus dem Wahlkampf zurückzuziehen. Dieser lehnte das am 24. September ab. Heinrich gewann die Wahl mit 51 Prozent vor Rich mit 31 und Johnson mit 15 Prozent.

## Politische Positionen
Johnsons politisches Programm enthält libertäre und klassisch liberale Positionen und verbindet eine konservative Steuerpolitik und eine Ablehnung staatlicher Eingriffe in die Wirtschaft mit einer liberalen Gesellschaftspolitik.
Johnson ist ein Anhänger des Rechts auf Schwangerschaftsabbrüche, kritisiert jedoch die Entscheidung des Obersten Gerichtshofs im Fall Roe v. Wade, da die einzelnen Bundesstaaten selbst über diese Frage entscheiden sollten. Er unterstützt eine liberale Drogenpolitik und lehnt Einschränkungen des Rechts auf Waffenbesitz ab.
Weiter stellt Johnson eine Streichung der Einkommens- und Unternehmenssteuern in Aussicht und will den IRC, einen Teil des Bundessteuergesetzes der USA, streichen lassen. Dafür soll eine bundesweite Verbrauchersteuer erhoben werden.
Johnson lehnt eine interventionistische Außenpolitik ab. Nach Johnsons Auffassung sollen sich die Streitkräfte der Vereinigten Staaten auf die Landesverteidigung konzentrieren. Die Militärausgaben sollen deutlich reduziert werden.